# Cray XT4
Cray XT4 (кодовое название Hood во время разработки) обновлённая версия предыдущей версии массово-параллельного суперкомпьютера Cray XT3. Представлена на рынке 18 ноября 2006 года. В этой модели используется обновлённая версия сетевого коммутатора SeaStar — SeaStar2, основанного на процессоре PowerPC 400, новая версия сокета под двух-ядерные процессоры AMD Opteron — Socket AM2, а также новые микросхемы памяти DDR2 с 240 пинами на разъеме. В XT4 также была добавлена поддержка FPGA-сопроцессоров, которые можно было добавлять как в сервисные блейды, так и в блейды, ответственные за ввод-вывод. Сетевые коммутации, стойки, системное программное обеспечение (CNL/CLE) и среда программирования остались без изменений — теми же, что и в Cray XT3.
В 2007 году на смену модели Cray XT4 была выпущена модель Cray XT5.